# Љубово (Удбина)
Љубово је заселак села Бунић у Лици. Припада општини Удбина, у Личко-сењској жупанији, Република Хрватска.

## Географија
Љубово је удаљено око 34 км сјеверозападно од Удбине. Налази се у близини насеља Бунић, на државном путу између Коренице и Госпића.

## Историја
Усташе су у Другом свјетском рату, 3. августа 1941. године, извршиле геноцид над српским становништвом у насељу Љубово.
Љубово се од распада Југославије до августа 1995. године налазило у Републици Српској Крајини. До територијалне реорганизације у Хрватској заселак се налазио у саставу бивше велике општине Кореница.

## Култура
Припада парохији Бунић у саставу Архијерејског намјесништва личког Епархије Горњокарловачке.

## Знамените личности
- Станко Опсеница, народни херој Југославије
- Стеван Опсеница, народни херој Југославије